# Filosofins historia

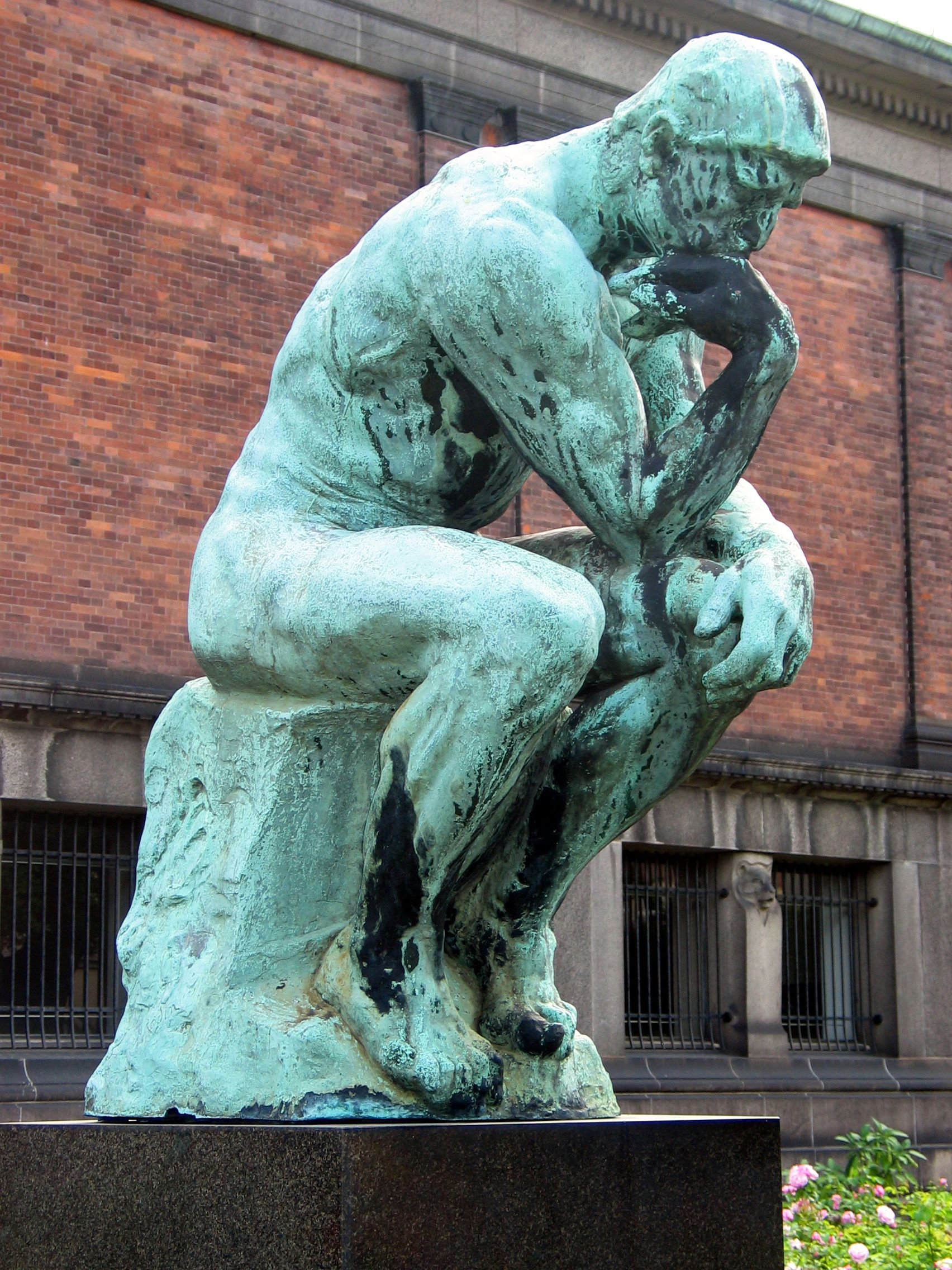
Tänkaren av Auguste Rodin.

Filosofins historia förklarar både hur olika problem och frågeställningar i filosofin uppstått och hur de besvarats genom historien. Genom denna kunskapsbank av frågor och svar är en filosof bättre rustad för att hantera både tidlösa och nya frågeställningar. Historia är därför betydligt viktigare i filosofi än de flesta andra ämnen. Genom filosofins historia har argument ställts mot argument och därigenom givit en skatt av uppslag för att lösa filosofiska problem. Genom att filosofin har varit en avancerad vetenskap sedan antiken, finns det ofta mer att hämta i filosofins historia än i flera moderna discipliner.
Även för ett nytt ämne som exempelvis bioetik kan det vara meningsfullt att se vad filosofer genom historien tänkt i liknande frågor. Vilken betydelse har till exempel Jeremy Benthams skrifter för en given fråga i etik, eller kan konfucianism eller någon gestalt i indisk filosofi ge ett bidrag till frågan? Filosofins historia kan även studeras som en del av idéhistoria. Vetenskapshistoria och de politiska idéernas historia är näraliggande ämnen.

## Antikens filosofi

### Försokratikerna

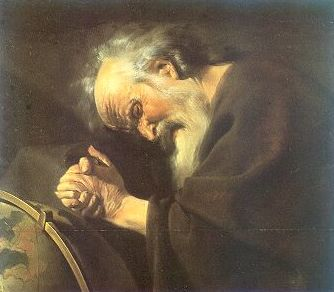
Herakleitos, Målning av Johannes Moreelse (1604-1634).

Den västerländska filosofins historia börjar med försokratikerna. De är de första som ställer sig frågor om världen i syfte att hitta en vetenskaplig förklaring, som inte utgår från gudar. Idéer kritiserades och förnyades med de insikter som diskussion gav. Försokratikerna är på detta sätt föregångare till den moderna vetenskapen. Kända försokratiker är Thales från Miletos, som ansåg att allt består av vatten, Parmenides, Pythagoras, Demokritos, som ansåg att allt består av atomer, och Herakleitos, som ansåg att allt består av eld. Filosofernas svar hade knappast någon större inverkan på efterföljande generationer, men deras metodik och frågorna de ställde fortsatte att sysselsätta västerländska filosofer fram till modern tid.

### Sofisterna
Sofisterna var ett slags lärare, som mot betalning delade med sig av sin vishet. De lärde framför allt ut retorik och filosofi, och verkar ha betraktat rättvisa och rätt och fel som sociala konventioner. De tidiga sofisterna hade ännu inte dragit konsekvenserna av skolans läror fullt ut på det etiska området. De mest inflytelserika bland dessa äldre sofister var: Protagoras och Gorgias. Bland de senare hörde Prodikos från Keos, Hippias från Elis, Dionysiodoros, Kritias och Diagoras till de mest inflytelserika.
Protagoras mest berömda uttalande är: "Människan är alltings mått: av alla saker som är, det som de är och av saker som inte är, det som de inte är". Citatet finns återgivet i Platons Theaitetos, sektion 152a. Likt många fragment ur försokratisk filosofi har denna fras förmedlats till oss utan sammanhang och dess betydelse är öppen för tolkning. Platon tillskriver Protagoras relativism och använder sina föregångares läror som skärm till hans eget åtagande för objektiva och transcendenta verkligheter och värden.  Platon tillskriver också Protagoras en tidig form av fenomenologi. Protagoras hävdade att människan inte kan finna några säkra svar, det vill säga skepticism, och ägnade sig åt människan och hennes plats i samhället. Rätt och fel, ont och gott måste alltid värderas i förhållande till människans behov. Det som är sant för en människa behöver inte vara sant för någon annan. Varje åsikt är lika mycket värd och lika sann, men det finns några som är ”bättre” än andra och han ser det som sin uppgift som sofist att hjälpa människorna att nå de bästa åsikterna i politiska och moraliska frågor. Sofisterna ansåg att det inte finns några grundläggande normer för vad som är rätt eller fel, men vissa saker är skadliga och andra gynnsamma för människor och stater, och det är upp till de visa att vägleda människorna så att de håller de gynnsamma sakerna för goda och rättvisa. De var kritiska mot absoluta sanningar och Protagoras har därför haft åsikter om vetenskaplig metod.

### De tre giganterna

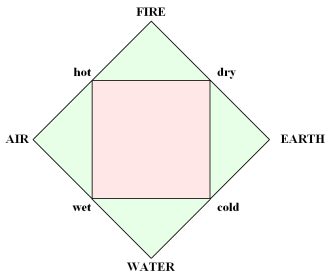
Aristoteles fyra element.

Med Sokrates och Platon mognar filosofin till ett större system. Sokrates skrev aldrig något - det är endast de nedteckningar som gjorts av Platon och Xenofon som ger oss en idé om vem Sokrates var och vad han gjorde. Teorin om idévärlden och exempelvis Platons grottliknelse är viktiga bidrag från Platon. Genom sina texter gav Platon bidrag till nästan alla filosofins områden till exempel kunskapsteori, politisk filosofi, etik och metafysik.
Aristoteles studium av korrekta respektive inkorrekta slutledningar brukar ses som logikens ursprung, som vetenskap betraktat. Se syllogismer. Aristoteles tankar kom i hög grad att påverka den lärda medeltida världen. Aristoteles ansåg att människor av naturen är politiska varelser. Det betydde att människor också är sociala varelser och att varje förståelse av mänskligt beteende och behov måste inkludera sociala överväganden. Han analyserade också värdet av olika politiska system, beskrev deras för- och nackdelar och klassificerade dem som monarki, oligarki, tyranni, demokrati och republik. Aristoteles fysik var för sin tid mycket nyskapande och är ett vidare begrepp än det vi idag kallar fysik. Aristoteles definition av rörelse innefattar till exempel nästan alla former av förändring, alltså även tillväxt, åldrande med mera. Världsalltet sades bestå av fem element och var indelat i åtta sfärer. Fyra av elementen finns i den innersta sfären, det vill säga på, runt och i jorden. Dessa element är jord, luft, eld och vatten. Jorden är tyngst och har en naturlig rörelse som stävar nedåt.
Aristoteles dog året efter Alexander och i de århundraden av strider som följde upplösandet av Alexanders rike kom livsåskådningsproblem upp i förgrunden och olika filosofiska livsåskådningar dök upp i konkurrens med olika religioner och kulturer som var på uppgående (Mithraskulten, kristendomen med flera). Bland dessa filosofiska livsåskådningar märks epikurismen, stoicismen, skepticismen och kynikerna.

### Kynikerna
Alexander den stores erövringar kom att förändra filosofin. Plötsligt hade man långt större kunskap om fjärran länder än innan, de grekiska stadsstaternas självständighet försvann och de förlorade sin kulturella dominans. Alla de fyra nya skolorna inom filosofin präglades av det förhållande som rådde efter Alexanders död, med kulturell enhet men politisk splittring.
Kynikernas förste företrädare var Antisthenes, som var samtida med Platon. I och med Sokrates död Atens fall förändrades hans liv radikalt då han var i medelåldern. Han började klä sig enkelt och bosatte sig bland de fattiga. Han ville inte ha någonting att göra med regeringsmakt, privat egendom, äktenskap eller stadfäst religion. En av Antisthenes anhängare blev mer berömd än han själv, Diogenes (404-323 f.Kr.). Diogenes lät bli att tvätta sig, bodde i en tunna och åt motbjudande mat. Hans levnadsstil, som liknade en hunds, gav honom öknamnet "kynikern" (från grekiskans kynikos) som kan översättas med "som en hund". Diogenes är kanske mest känd för en incident som ägde rum när Alexander den store besökte honom. Alexander frågade om han, världens härskare, kunde göra något för honom. Diogenes svarade då: "Ja, du kan flytta dig så att du inte skymmer ljuset för mig." Kynikerna gjorde en viktig distinktion, den mellan sanna och falska värden, och de hyllade därmed dygden. Andra distinktioner föraktade de emellertid; som skillnaden mellan mitt och ditt, naket och påklätt, allmänt och privat.

### Skeptikerna
De första skeptikerna vi känner till återfinns bland antikens filosofer. Pyrrhon från Elis betraktas ofta vara skepticismens upphovsman. Han menade att man helt och hållet bör avhålla sig från att fälla omdömen om världen; det har dessutom den fördelen att man når sinnesfrid (ataraxia). En del av hans efterföljare kallade avstängning av omdömet för "epoche".
Bland de andra betydelsefulla antika skeptikerna kan Arkesilaos från Pitane och Karneades från Kyrene nämnas. Båda två verkade i Platons akademi, efter Platons död. Under sent 100-tal f.Kr. grundades en skeptisk skola i Alexandria, av Ainesisdemos från Knossos. Det var där läran om de "pyrrhonska troperna" först formulerades. Dessa "troper" (ungefär "betraktelsesätt") nedtecknades senare av skeptikern Sextus Empiricus i slutet av 100-talet e.Kr. Denna skeptiska argumentsamling bestod av tio olika faktorer, troperna, som påverkar vår uppfattning av världen. En av dessa troper är att olika arter har olika synorgan; vissa har helt runda ögon och andra avlånga. Givet detta är det rimligt att tänka sig att även deras faktisk synuppfattning skiljer sig åt sinsemellan. Eftersom vår egen syn endast är en av flera möjliga kan vi inte säga att just den på ett riktigt sätt återspeglar verklighetens sanna natur. På samma sätt förhåller det sig med våra olika sinnen: ett objekt kan uppfattas på ett sätt av ögat, men på ett annat sätt av känseln. Med dessa relativistiska faktorer i bakgrunden menade skeptikerna att den enda hållbara positionen var en radikal skepticism.

### Epikuréerna
Epikuréerna har kallats "de första vetenskapliga och liberala humanisterna". Epikurismen var i stort sett en enda persons skapelse, Epikuros (341-270 f.Kr.). Epikuros lära var materialistisk, njutningsinriktad och icke-religiös. Dess främsta mål var att befria människor från fruktan, från både livet och döden. Man betonade njutningens värde och förklarade att vi inte har någonting att frukta av vår framtida icke-existens. En egenskap som gjorde epikurismen särskilt radikal var att de accepterade kvinnor och slavar i sina grupper.

### Stoikerna
Stoikerna betonade förnuftets roll och hävdade att det inte finns någon högre auktoritet än denna. Naturen styrs av rationella principer och det finns därför en anledning till att allting är som det är. Eftersom vi inte kan ändra det bör vi inte önska det annorlunda. Denna hållning, som lever kvar i uttrycket "stoiskt lugn", gjorde att många av de personer som anammade stoicismen var i stånd att lugnt uthärda livets vedermödor. Stoicismens grundare brukar anges vara Zenon från Kition (334-262), men läran hade efterföljare under en lång period efter dennes livstid. Bland de mest välkända stoikerna återfinns Marcus Aurelius, romersk kejsare under senantiken.
Senantiken innebar inte bara livsåskådningar, utan även vetenskap. Euklides beskrev det som senare kom att kallas euklidisk geometri. Euklides mest kända verk heter Stoicheia, eller Elementa på latin. I den sammanfattade han all då känd geometrisk kunskap. Verket är delat i 13 böcker, av vilka de sex första handlar om planfigurer och deras egenskaper, de tre följande om talteori och de fyra återstående om irrationella tal och rymdgeometri. Euklides betydelse för matematiken är lätt att inse, men för filosofin är kanske den betydelse han fick för rationalismen viktigare. Genom att utifrån grundläggande antagande bevisa en mängd geometriska satser gav Euklides ett exempel för andra filosofer. Descartes, Hobbes och Spinoza försökte använda metoden för filosofiska system i motsats till empirister, som John Locke, som menade att kunskapen inte kom från tänkandet utan från erfarenheten.

## Österländsk filosofi

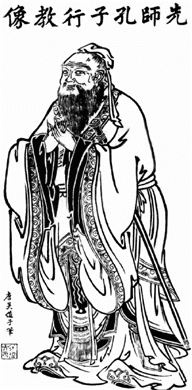
Traditionell avbildning av Konfucius.

De åtta spakarna i hjulet representerar den åttafaldiga vägen inom buddhismen.

Västerländsk filosofi som en kontinuerligt växande enhet tar sitt ursprung och utvecklas efter Platon, över den muslimska världen och västvärlden. Det hindrar inte att filosofi har funnits även i andra världsdelar och i andra sammanhang. Särskilt utvecklad har filosofin varit i österlandet. Termen österländsk filosofi refererar brett till olika filosofier i bland annat det forntida (förislamiska) Iran, Indien, Kina och Japan. Förutom en mängd berömda indiska filosofer finns bland andra filosofer och läror Lao-tse och  daoismen, Kung-Fu Tse och konfucianism samt Buddha och buddhism.
Filosofins historia i österlandet inleds med Zarathustra som för första gången formulerade idéer om ontologisk respektive etisk dualism. Den zoroastriska filosofin har Zarathustras aforismer i Gatha som huvudkälla.
Konfucianism är en av Kinas tre klassiska religioner eller filosofier. Konfucianismen är i högsta grad en statsideologi, och starkt hierarkisk (till skillnad från daoismen och buddhismen). Konfucianismen lägger framförallt stor vikt vid de (vid instiftandet) traditionella kinesiska sederna, som viktiga för ett gott samhälle, en god moral, och ett gott liv. Konfucianismens främste tänkare har efter dess konsoliderande blivit filosofen Kong Fuzi ("mästare Kong"), i väst känd som Konfucius, som levde och verkade runt 500-talet f.Kr..
Vaisheshika, är ett av den hinduiska indiska filosofins sex klassiska system, grundlagt på 500-talet före Kristus av den vise Kanāda (eller Kana-bhuk, ordagrant "atomätare"), upphovsman till verket Vaisheshika Sutra. Vaisheshika ansluter sig till en form av atomlära och postulerar, ungefär ett sekel innan de grekiska atomisterna kom på tanken, att alla objekt i det fysiska kosmos kan reduceras till ett ändligt antal elementarpartiklar. 
Vaisheshika var en dominerande filosofisk riktning från ungefär första århundradet e.Kr. till omkring år 700.
Buddhismens etik skiljer sig nämnvärt från den i de abrahamitiska religionerna (kristendom, judendom och islam) då dess mål är att ge levnadsråd till människor. Detta för att de ska kunna generera så bra karma som möjligt. Det är alltså inte fråga om rätt eller fel, snarare om konstruktiva eller destruktiva handlingar - de som leder till lycka och de som leder till det motsatta. Dessa råd är också självpåtagna och praktiseras endast av dem som åtagit sig att göra det, för sitt eget och alla levande varelsers bästa. De fem vanligaste föreskrifterna (reglerna) är :
1. Att inte döda - utan värna allt liv
2. Att inte ta det som inte är givet -   utan respektera andras ting
3. Att inte ägna sig åt olämplig sexualitet - utan vara omtänksam och ansvarsfull
4. Att inte ljuga - utan att tala sanning
5. Att inte orsaka att andra människor missbrukar droger, eller själv missbruka dem - utan hålla sinnet klart

## Medeltiden
Medeltida filosofi brukar avgränsas som filosofi till tiden mellan Augustinus (350-talet e.Kr.) och Wilhelm av Ockham (1350-talet e.Kr.). Vid tiden för antikens slut hade Platon kommit att dominera filosofin och det var först en god bit in på medeltiden som Aristoteles återupptäcktes i Europa genom arabiskt förmedling. Nu gjorde han dock succé och genom Thomas av Aquino etablerades han som en auktoritet och den främsta förkristna inspirationskällan.

### Muslimsk filosofi

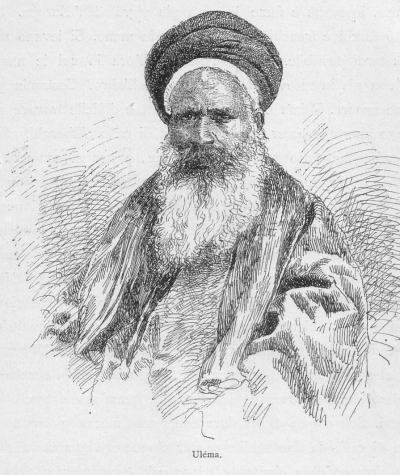
En osmansk lärd (‘ālim).

Under 600-900-talen lade muslimska filosofer grunden för en vetenskaplig logik med tillhörande funderingar. Under den här perioden kan den aktuella muslimska filosofin delas in i fyra riktningar, här i kronologisk ordning. Under tidig islamsk tid var profeten Muhammed den enda auktoriteten, och tänkandet baserar sig på sunna. Kalam är en riktning som började undersöka sunna, men också vetenskap och lag, på ett djupare plan. Den Mutazilitiska skolan integrerade grekisk filosofi med islam. Under samma tid utvecklades många av islams ritualer. Ashariteskolan, senare, under 1100-talet, tillät filosofi inom vetenskapen men inte religionen.
Under början av 800-talet påbörjades ett omfattande översättningsarbete av grekiska texter i Bagdad under kalif al-Ma'muns regering. Det var en intellektuell och vetenskaplig blomstringsperiod då man intresserade sig för ”de nyttiga kunskaperna” som medicin, matematik, teologi och filosofi. De som arbetade med dessa översättningar påverkades av innehållet och resultatet blev inte bara rena översättningar utan även nya verk som diskuterade filosofin och logiken i förhållande till islamiska läror. Att logisk och med förnuftsmässiga resonemang försöka förklara teologi kallas på arabiska "kalam". Motsättningar inom olika muslimska grupper och muslimernas möte med andra religioner skapade heta debatter inom teologin där Dirar ibn-Ámr var en av de första ledarna för kalam. Mu'taziliterna blev hans efterföljare. Religionen blev statsreligion mellan 820 och 850. Tanken på en skapad Koran öppnade möjligheten att hävda att härskarna var gudomligt inspirerade och kunde i sin tur ifrågasätta de koranlärdas (ulamas) anspråk på att sitta inne med ”den enda sanningen”. På så vis gjordes under denna period politiska försök till försoning mellan shiiter och sunniter. Från 1000-talet och framåt tappade mu'taziliterna alltmer mark och försvann men deras idéer och läror lever vidare i andra inriktningar och påverkar fortfarande den islamiska tron.
Muslimsk filosofi delades från cirka 1200 i två grenar, kalam och falasafa.Inom kalam intresserade man sig för Ijtihad, en metod att granska islamisk lag med grund i koranen och sunna. Diskussioner uppstod bland annat om den fria viljan. En viktig riktning inom kalam var mutakallamin, med idéer som ligger mellan det ortodoxt muslimska och icke-muslimska. Falasafa påverkades av andra kulturer, främst grekisk filosofi, och gjorde en stor insats genom att förmedla asiatisk litteratur till Europa. Dess företrädare kritiserade mutakallamin. En känd representant för falasafa var Ibn Rushd (Averroës).Averroës och Avicenna är de mest betydande medeltida muslimska filosoferna. De tog vara på och utvecklade arvet från antik filosofi och har en viktig plats i filosofins historia.

### Avicenna och Averroës

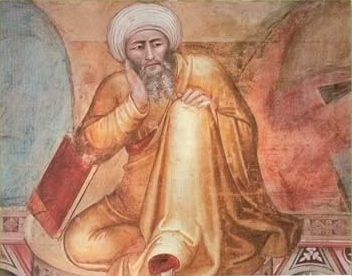
Averroës framställd av 1300-talskonstnären Andrea Bonaiuto.

Avicenna tolkade systematiskt den del av den antika grekiska vetenskapen som bevarats i den islamiska kulturkretsen. Han var den förste filosof att skilja mellan essens (vad något är) och existens (att något är). Han menade att de är två olika ting, med undantag av Gud där de sammanfaller. Han räknade med en substantiell själ, som kan överleva den kroppsliga döden, men förnekade kroppens uppståndelse. Dessa läror väckte häftig kritik hos persern Ghazali, vilket ledde till en stagnation i den islamska filosofin efter Avicenna. Mest berömd är Avicenna för sin medicinska encyklopedi, Qânûn, med vilken Avicenna etablerade vad som senare under lång tid skulle bli normen för medicinsk undervisning och praktik också i Europa. Avicenna räknas som en av läkekonstens stora.
Averroës hade en i grunden rationalistisk hållning till filosofin. Han kritiserade Avicennas åtskillnad mellan essens och existens, och utvecklade en lära om två slag av tillgång till sanningen.
- Religionen framställer sanningen på det sätt som lättast gör den tillgänglig för folket, genom bilder, symboler allegoriska berättelser anpassade efter folkets föreställningssätt.
- Filosofin å sin sida framställer sanningen bokstavligt med det begreppsliga språkets hjälp.

Averroës besatt en bred och djup kännedom om sin tids vetenskaper. Han författade många skrifter, bland annat i polemik mot Mohammad Ghazali, om förhållandet mellan religion och filosofi, och företrädde en elitistisk syn där han menade att filosofi var en syssla för eliten, medan folket nöjde sig med den bokstavliga betydelsen av begrepp. Han menade därför att Koranen inte alltid skulle tolkas bokstavligt; när förnuftet förnekade påståenden i Koranen, skulle Koranen tolkas bildligt. Han fick inte något varaktigt inflytande på det muslimska tänkandet. I den europeiska idéhistorien är han mest känd för sin omfattande Aristoteleskommentar, och kallas i den medeltida litteraturen ”Kommentatorn”.  Han härledde Aristoteles filosofi från nyplatonismen. Kommentarerna översattes till hebreiska och latin, och fick stor betydelse för Aristotelesutläggningen, särskilt i det latinska västerlandet. Betydelsefull blev även hans teori om intellektet, Nous, som gemensamt för hela människosläktet (och alltså inte individuellt) liksom hans uppfattning om dettas odödlighet. Han omfattade en panteistisk världsbild där den mänskliga själen är en tillfällig aktivitet av världsanden.

### Kristen filosofi, universaliestriden

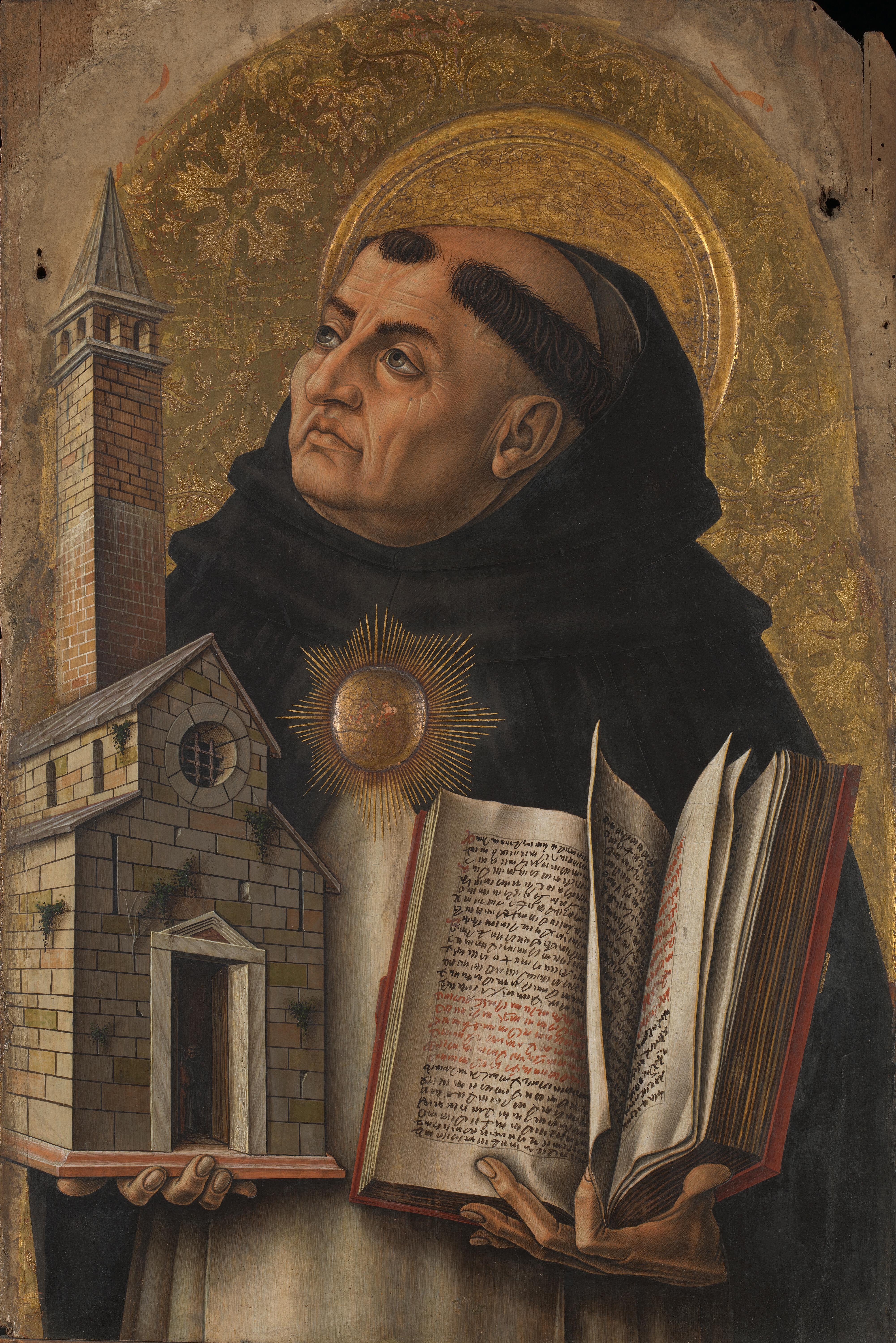
Thomas av Aquino, postumt porträtt (1476) av Carlo Crivelli.

Anselm av Canterbury är berömd för sitt gudsbevis. Många av medeltidens filosofer var även teologer, ett typexempel på det är Thomas av Aquino vars stora insats är att förena Aristoteles filosofi med en tro på den kristna Guden, resultatet blev thomismen, en filosofisk riktning som har företrädare än idag.
Thomas av Aquino har utövat ett mycket stort inflytande över västvärldens teologi, i synnerhet den romersk-katolska, vilket har spritt sig till den allmänna filosofin där han placerar sig i första ledet av aristotelismen, såsom dess uttolkare, och skolastiken. Ayn Rand (själv ateist) "vidhåller bestämt att Aristoteles var den störste [filosofen] och att Thomas av Aquino var den näst störste." I filosofiskt hänseende är Summa Theologica hans viktigaste och mest livaktiga verk, i vilken han framställer sin systematiska teologi.
Thomas ansåg "att vad beträffar kunskap av vad för slag av sanning behöver människan gudomlig hjälp, att intellektet må föras av Gud i denna akt." Han menade dock att människor har en naturlig förmåga att veta många saker utan gudomlig uppenbarelse, även om sådan uppenbarelse sker ibland, "särskilt med hänseende på [sådant som handlar om] tro."  Thomas var också en aristoteliker och en empiricist. Dessa två strömningar i västvärldens tänkande gav han ett genomgripande avtryck i.
Thomas av Aquino menade att sanning utgörs av förnuftsbaserat vetande (naturlig uppenbarelse) och tro (övernaturlig uppenbarelse). Övernaturlig uppenbarelse uppenbaras genom profeterna, Bibeln, och magisteriet, det som brukar gå under samlingsbeteckningen "traditionen". Naturlig uppenbarelse är den sanning som är tillgänglig för alla människor till följd av deras mänskliga natur; vissa sanningar kan alla människor ernå genom att använda förnuftet på ett korrekt sätt. Exempelvis ansåg han att det mänskliga förnuftet kunde tillgodogöra sig förnuftsbaserade bevis för Guds existens. Fastän Guds väsen och egenskaper (person, enhet, sanning, godhet, makt, kunskap) kan härledas genom förnuftet, kan vissa sanningar endast bli kända genom särskild uppenbarelse (såsom treenigheten). I Thomas teoribildning är den särskilda uppenbarelsen jämförbar med uppenbarelsen av Gud i Jesus Kristus. De överordnade teologiska komponenterna av kristendomen, till exempel treenigheten och inkarnationen, uppenbaras i den Romersk-katolska kyrkans förkunnelse och i Bibeln, och må inte härledas ytterligare. Särskild uppenbarelse (tro) och naturlig uppenbarelse (förnuft) kompletterar snarare än strider emot varandra, för de sammanstrålar i samma punkt: sanningen.

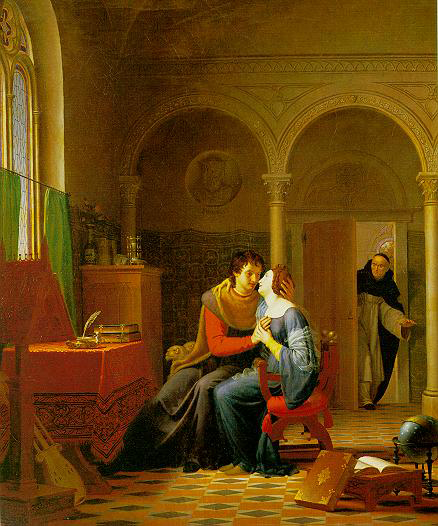
Pierre Abélard med sin kära Héloïse.

Pierre Abaelard kom att betyda mycket för skolastiken, den utvecklade form för argumentation utifrån auktoriteter, särskilt Skriften, kyrkofäder och Aristoteles, som är så särpräglad för medeltida filosofi. Skolastiken försökte förklara alla trossanningar i termer av förnuftssanningar. Utgångspunkten är att den kristna tron i princip kan begripas. Innehållet utvecklades i skolor och universitet, i samband med studiet av Skriften, av kyrkofäderna, eller erkända (ofta antika) klassiker, kallade auctores. Skolastikens viktigaste redskap var diskussioner, debatter eller logik, varigenom man via slutledningar ansåg sig kunna uppställa rationella utsagor om Gud, världen och skapelsen. Målet var att framställa hela kristendomens sanning och att rationellt vederlägga de invändningar som anförts mot den. Skolastiken var aldrig källkritisk; felaktiga slutsatser ansågs bero på felaktig argumentering, medan källorna sågs som absoluta sanningar. Om källorna däremot innehöll några felaktigheter förkastades de.
Men, medeltiden var inte bara religionsfilosofi och skolastisk metod, det fanns också stor aktivitet inom metafysik, logik och språkfilosofi. Universaliestriden och dess diskussion om allmänbegreppens (universaliernas) realitet engagerade många filosofer. Frågan om förhållandet mellan det universella och det individuella hade dryftats redan i den antika filosofin (Platon, Aristoteles, nyplatonismen) och övertogs av den medeltida filosofin. Anselm av Canterbury förfäktade en realistisk uppfattning, det vill säga att allmänbegreppen har en objektiv existens. Nominalisten Roscelin av Compiègne menade däremot, att universalierna enbart är namn som inte besitter någon realitet. Frågan fick ny aktualitet genom Wilhelm av Ockham och den senare nominalismen. Utgångspunkten för Ockhams tänkande är kritiken av den realistiska kunskapsteorin. Enligt Wilhelm av Ockham har allmänbegreppen ingen verklig existens utanför medvetandet och är bara tecken för tingen, inte tingen själva. Denna nominalism förenade han med ett nytt intresse för det individuella och för den empiriska världen i allmänhet. Hans ståndpunkt innebar en avgörande vändpunkt i skolastikens historia. Han formulerade den princip om minsta möjliga antagande som går under beteckningen Ockhams rakkniv. Den thomistiska filosofins gudsbevis, som utgår från en realistisk syn på allmänbegreppen, saknar enligt nominalisterna giltighet. Tron kan därför inte bygga på förnuftet utan på Bibeln och kyrkans auktoritet. Nominalismen har starkt påverkat Luther och andra reformatoriska teologer. I senare filosofi har nominalistiska åsikter blivit framförda av bland annat Nelson Goodman och Willard V Quine.
Under renässansen kom man att vara mycket oförstående inför medeltidens filosofi och de medeltida filosoferna kom att vara baktalade och bortglömda ända fram till i slutet av 1800-talet då man började upptäcka de framsteg som gjorts under medeltiden. Det var till exempel först i och med Gottlob Frege som logik och språkfilosofi på allvar kunde påstå sig ha överträffat det som åstadkommits under antiken och medeltiden.

## Revolution i vetenskapen

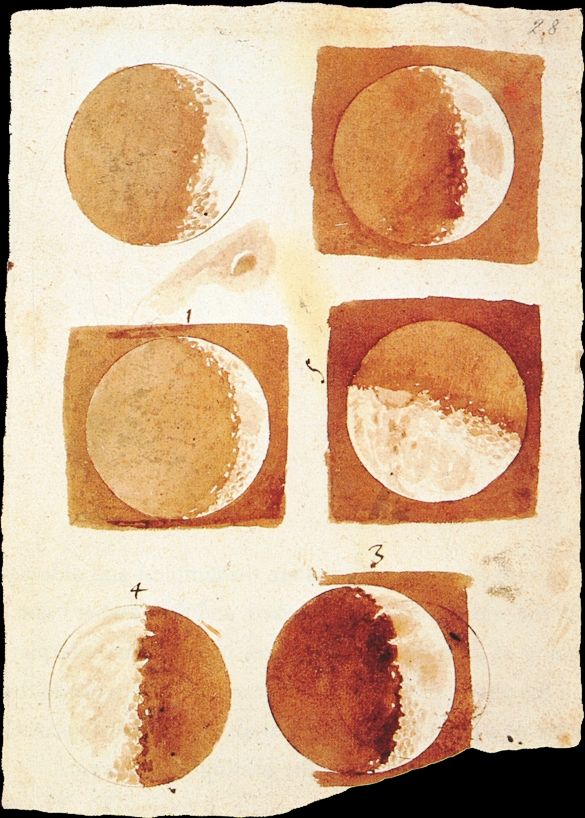
Månfaser av Galilei.

Renässansen betecknar återfödelsen av den antika kulturen och filosofin. Under renässansen kom den stora brytningen med den antik-kristna kunskapssynen och man började bygga upp en "ny vetenskap byggd på observationer, orsaksförklaringar och matematik". Konst och teknologi utvecklades av bland andra Leonardo da Vinci.
Francis Bacon, en förelöpare till den brittiska empirismen, var en av de första som tydligt såg behovet av vetenskaplig metod för vetenskaplig framväxt och dessutom de frukter i form av teknologi vetenskapen kunde ge om man gjorde en satsning på vetenskaplig växt. Man kan säga att Bacon var en av de första som aktivt jobbade med vetenskapsteori. Bacon är känd för att ha varit en dålig vetenskapsman - trots sina bidrag till vetenskapsteorin. Galileo Galilei - både praktiker och teoretiker inom vetenskapen. Hans fokus på experiment och tester i verkligheten gjorde honom på många sätt närmare oss, än Francis Bacons metodlära.
Astronomin utvecklades starkt av bland andra Nicolaus Copernicus och Bruno. Istället för att ha människan och jorden som självklart centrum i världen visade det sig att den heliocentriska världsbilden, med solen i centrum, var den rätta. Även Giordano Bruno, Tycho Brahe och Galileo Galilei gav viktiga bidrag till detta.
Isaac Newton utvecklade den mekaniken och differentialkalkylen och hans modell för mekaniken kom att bestå ända till att Albert Einstein återigen revolutionerade mekaniken med den allmänna relativitetsteorin och den speciella relativitetsteorin.
Carl von Linné revolutionerade biologin, inte minst botaniken, genom sitt taxonomiska system som gjorde det möjligt att ordna arter efter släktskap på ett enklare sätt.

## Revolution i samhälle och samhällsteori

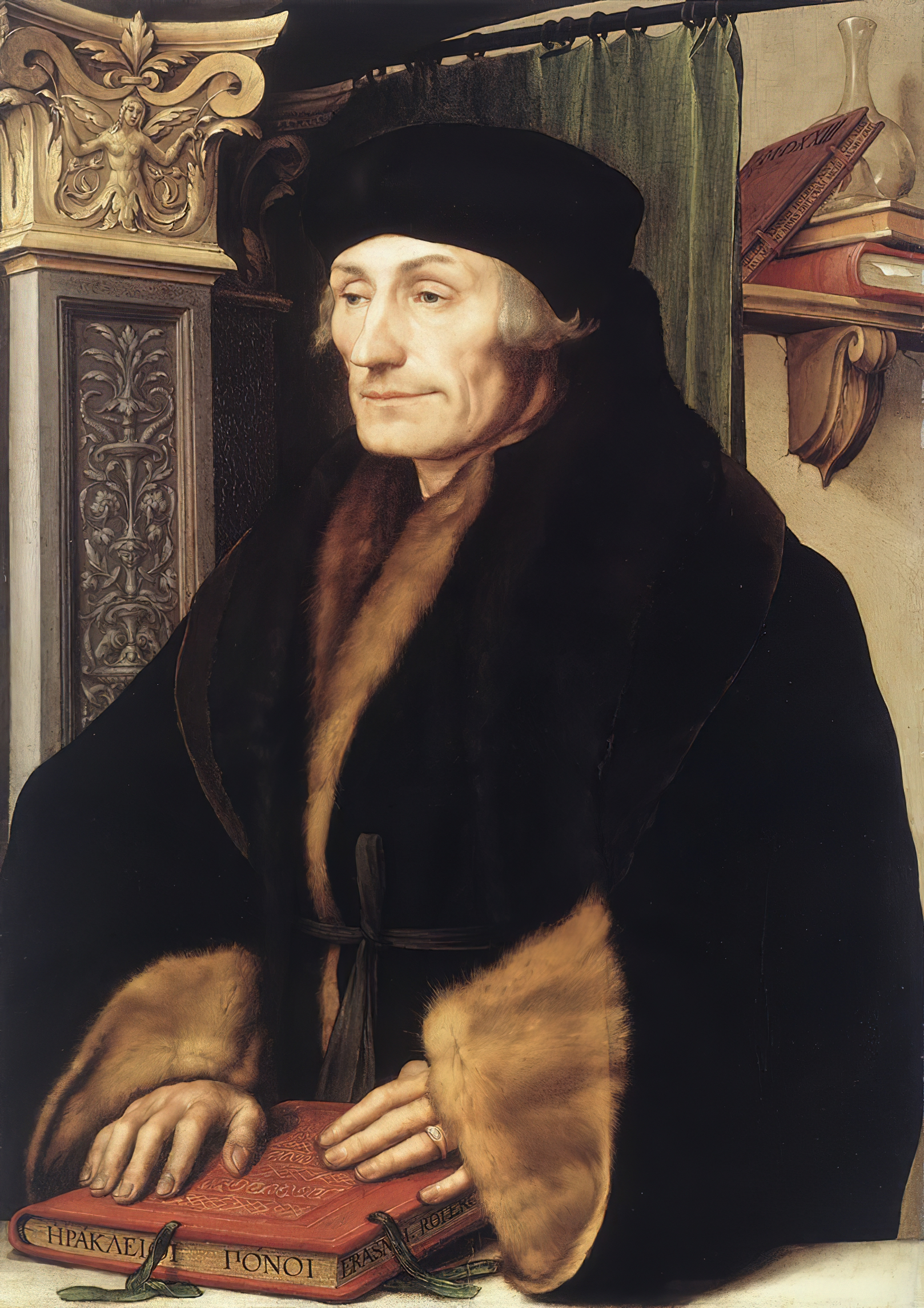
Erasmus av Rotterdam, 1466-1536.

Politisk filosofi och teologi påverkades av renässansen. I teologin kom det att leda till reformationen och motreformationen och i samhället förändrade sätt att styra länder och ibland gav det till revolutioner, till exempel den franska revolutionen. Samma anda som fick vetenskapsmän att lämna studiet av auktoriteter och istället studera naturen genom experiment fick teologer att studera bibeln på grundspråken och filosofer att läsa klassikerna. Gemensamt ifrågasatte de den kyrka och det samhälle som traditionen givit och prövade med förnuftet vad som var sunt, rätt och värt att behålla.
Erasmus av Rotterdam uppmuntrade det vetenskapliga studiet av bibelns grundspråk och gav ut en grekiska utgåva av Nya testamentet 1516. Läsningen av grundtexterna var en viktig del av reformationen, när man själva kunde läsa de Heliga texterna kunde man också själva besluta hur man skulle leva efter dem utan att vara beroende av traditionens tolkning. I Sverige är Luther den kanske mest kända reformatorn, men i många länder har Calvin fått större betydelse. Zwingli är kanske den mer extreme reformatorn, men det gör också att han tydligare illustrerar tidsandan, han avfärdade användandet av bilder och musik i gudstjänsterna och Jesu närvaro i nattvarden. Han avskaffade dessutom altare och mässkläder och införde gudstjänster som enbart bestod av predikan och bön. All yttre kyrkoputs ogillades, och kyrkorummet skulle vara helt odekorerat. I stället för transsubstantiationsläran hos den katolska kyrkan såg Zwingli nattvarden enbart som en minneshögtid. Reformatorerna förde så bort från traditionens dekorationer och komplikationer i kyrkorum och teologi och mot studier av grundtexterna och en direkt relation till den Gud de trodde på.
Filosifin hade vid den tiden direkt påverkan på samhället. Bakom den franska revolutionen och den amerikanska revolutionen låg inte bara materiella orsaker, (se marxism). Filosofer hade givit teori för hur den fria individen skulle leva i ett gott och rättvist samhälle. François Voltaire, Jean-Jacques Rousseau och John Locke var alla filosofer i upplysningen som genom sina bidrag till politisk filosofi kom att ge en teoretisk grund för revolutioner och de mänskliga rättigheterna i den tidens samhälle. För dessa filosofer var ett samhällskontrakt och naturrätt viktiga begrepp.
Vid sidan om John Locke gav Thomas Hobbes viktiga bidrag till liberalismens utveckling, även om Hobbes teori naturtillståndet som "allas krig mot alla" ger en mer dyster människosyn än Lockes fria människor som sluter sig samman och genom ett kontrakt bildar en stat.
Utifrån en konservativ utgångspunkt argumenterade Edmund Burke för det felaktiga i den franska revolutionen och det sundare i den amerikanska revolutionen. Än idag är frågan om förnuftet eller traditionen ska ha övervikt mycket diskuterad och frågan kanske mer komplicerad än vad den ser ut att vara från början. Den svenska välfärden var från början ett progressivt och lätt revolutionärt projekt, att idag förvaras den med flera konservativa argument. EU-motståndet som drivs starkt av, åtminstone tidigare, revolutionära rörelser försvaras med många argument som påminner mer om Edmund Burke än den franska revolutionens. Detta på samma gång som de så kallade konservativa partierna är snabba att hänvisa till förnuftet i argumentation.
Många av de grundläggande frågor som diskuteras i samhället idag får sina argument från tankar som tänktes i renässansens och upplysningens intellektuella liv.

## Rationalisterna

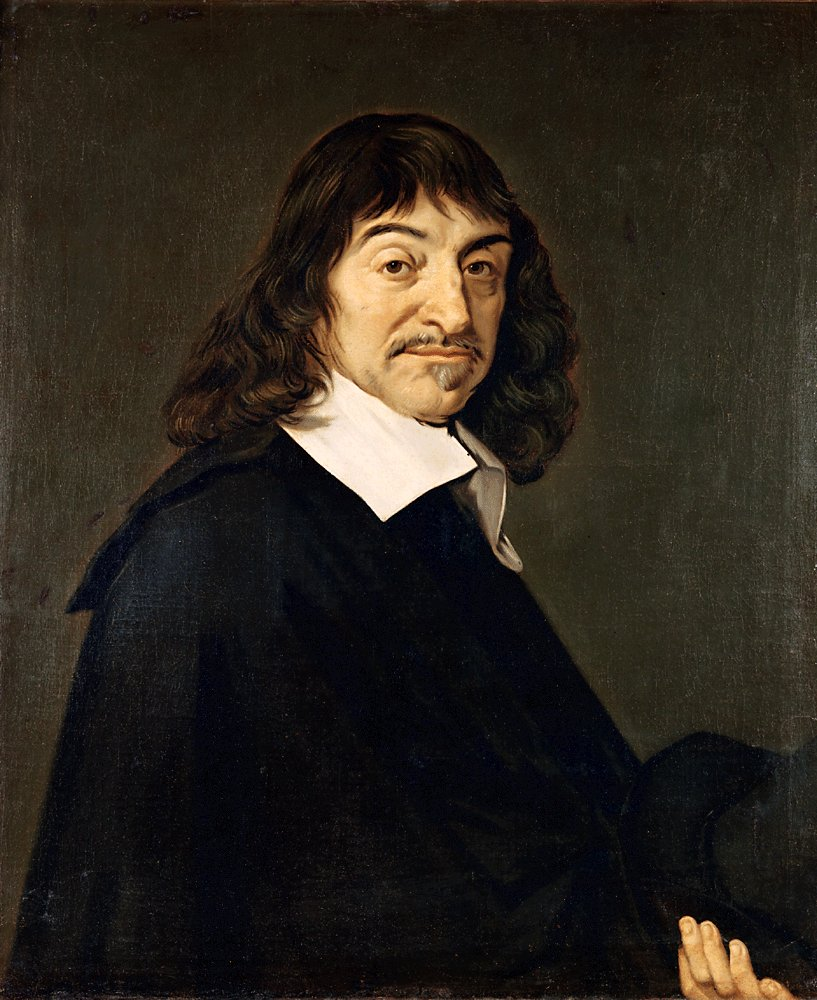
René Descartes, 1596 -1650.

Rationalism är en beteckning för alla filosofiska riktningar, som är centrerade kring förnuftet (ratio på latin), tänkandet och tingens logiska ordning. Rationalismen utvecklades under 1600- och 1700-talen då filosoferna René Descartes, Baruch Spinoza och Gottfried Wilhelm Leibniz byggde upp metafysiska system i motsättning till empirismen. Det är viktigt att förstå att vi rör oss med schabloner och karikatyrer när vi talar om så komplexa filosofer som rationalisterna. De hade alla sina svar och idéer på sin tids frågor. Någon antagonism visavi empiristerna handlar det inte om, då rationalisterna inte var främmande för experiment och erfarenhet via sinnena.
Rationalisterna var starkt påverkade av den moderna världsbildens frammarsch på 1600-talet i och med Galileo Galilei och Isaac Newtons upptäckter. Den mekanistiska världsbilden växer fram, där universum framstår som ett gigantiskt urverk och lagen om orsak och verkan tycks gälla all materia. Även människor förefaller underställda orsakslagen och bör förstås och förklaras. 
Att ifrågasätta den medeltida skolastikens världsbild blev den nya filosofins uppgift men också att hitta en plats för människan i ett teologiskt perspektiv och ge svar på frågor om fri vilja och determinism.
Metod
Descartes var djupt missnöjd med sin tids vetenskap och dess kunskapsteoretiska grund. Ett av hans mål var att med hjälp av reduktionism, nå fram till helt säkra påståenden om världen. Han menade till exempel att man intuitivt kunde se (skåda klart och tydligt) att en triangel hade tre sidor och att man genom deduktion kunde nå säker kunskap. 
Det var med förnuftet, inte känslor eller sinnesintryck, som det var möjligt. Genom att ha några få enkla principer (från latinets principia "början") som utgångspunkt menade de att man kunde förstå och förklara världen. 
Descartes försökte skapa en säker grundval för tänkandet och vetenskapen genom att tvivla på allt - inklusive matematikens satser.  Det fanns dock en sak han inte kunde tvivla på, nämligen att han tänkte under sitt tvivel. Härav kommer hans berömda cogito ergo sum "jag tänker, alltså är jag". Själen blev grundvalen för hans rationalism och människan som "tänkande ting".
Substansläran
Aristoteles och senare skolastikens filosofer gav stor vikt åt tanken på substanser. Substanser är tillvarons yttersta beståndsdelar. De kan inte delas och är sig själva nog. Rationalisterna tog, trots sitt motstånd mot skolastiskt filosofi; till sig substansläran. 
Descartes genomför en sträng dualism mellan två substanser - tänkande substans (res cogitans) och utsträckt materia (res exstensa). Denna dualism har haft stor betydelse in i vår tid. Människans kropp är en rent mekanisk automat styrd av själen. Men hur påverkar själen - denna eteriska substans - den fysiska substansen? Kan ett spöke som går genom väggar också öppna dörrar av järn? Detta var en stötesten som redan Descartes samtid kritiserade. 
Spinoza och Leibniz var djupt påverkade av Descartes men ville utveckla hans tankar och göra någonting bättre. Spinoza genom att anta en monism det vill säga att allt består av en substans; Leibniz i sin tur genom att påstå allt består av ett oändligt antal substanser.
Materia och ande
Descartes dualism ledde honom till problemet med hur kropp och själ interagerar. Hans efterföljare - cartesianerna -  försökte lösa detta med att anta tanken på synkrona klockor, att viljeakter i själen parallellt yttrar sig i händelser i yttervärlden. Yttersta garanten för detta var gud. 
För Spinoza fanns bara en substans och denna substans var gud själv, det vill säga en immanent tanke på gud. vi är alla delar av gud. 
Leibniz resonerade som så, att ingen substans är delbar. Materia är alltid delbart i mindre och mindre entiteter. - alltså kan inte den yttersta substansen vara materiell. I sin så kallade Monadologi menade han att allt ytterst består av små andliga punkter, som han kallade monader (av latinets monad "ensam enhet"). Rationalisterna tänkte ofta i den nya mekanistiska "döda" världsbildens termer men önskade också försona den med en religiös gudstro.
Fri vilja och moral
för rationalisterna fanns inte uppdelningen i praktisk och teoretisk filosofi, det vill säga att strikt syssla med hur världen bör vara och hur den är. Moralfilosofi och metafysik sammanfaller. Att Spinozas huvudverk heter "Etiken"  är därför inte så märkligt. 
I den mekanistiska världsbilden är allt underställt lagen om orsak och verkan, det är i grunden en deterministisk syn. Men om allt är förutbestämt, hur kan då det harmonieras med mänsklig värdighet, frihet och moral? För Descartes dualism utgör helt enkelt lösningen, att människan i kraft av att vara ett tänkande ting har helt fri vilja och kan göra autonoma val. Hon bär därför fullt ansvar för sina handlingar.
Spinoza och Leibniz är båda överens om en strikt deterministisk syn på tillvaron men båda intar en position som försöker förena determinism med frihet , så kallad kompatibilism.
Filosofen Hans-Georg Gadamer talade ibland om att vi lever i vetenskapens tidsålder. Rationalisterna försökte "rädda" gud från ett stort och öde universum - men början till ett avkristnat Europa kan nog skönjas redan på 1600-talet efter ett bigott 1500-tal. En dold agenda, där förnuft, vetenskap och matematik styr våra liv får delvis sägas ha rationalisterna själva som skribenter.

## Empiristerna

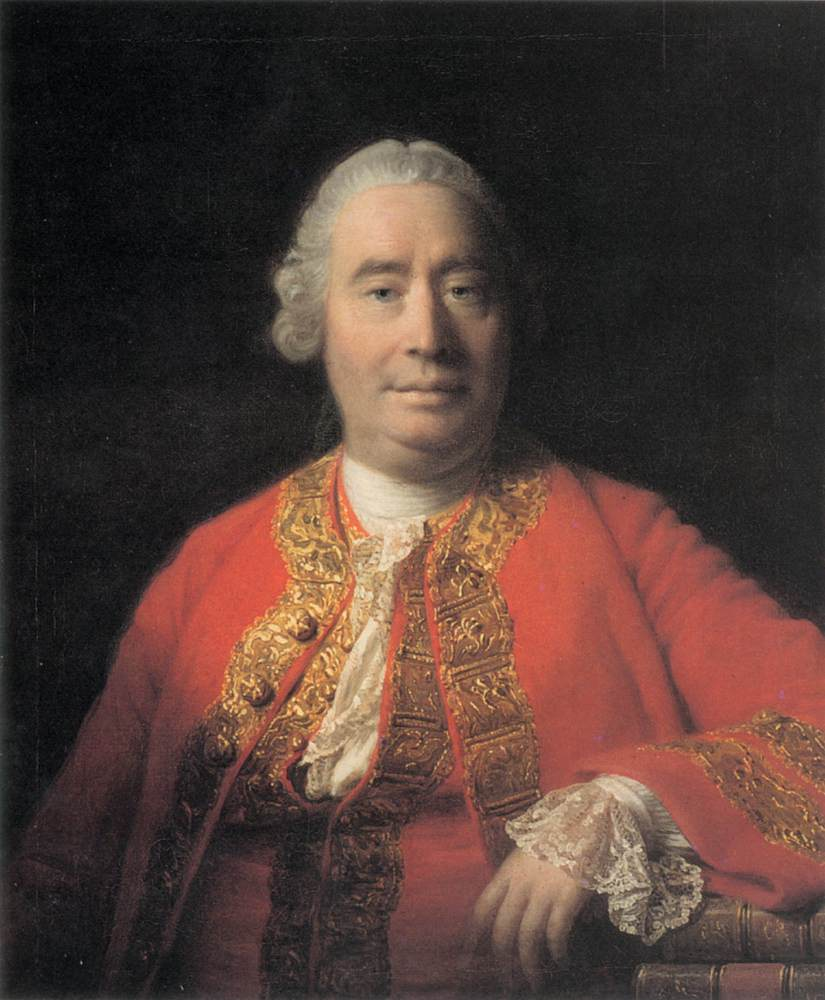
David Hume (1711-1776).

Den brittiska empirismen förebådades av Francis Bacon men grundlades av John Locke som menade att all kunskap kom från sinneserfarenheter, utvecklades av George Berkeley som argumenterade för att endast sinnesimpressioner existerar, d.v.s idealism, och fullbordades av David Hume som fullt ut drog de logiska konsekvenserna av empirismens premisser. En av dessa konsekvenser utmynnar i Humes kritik av orsak-verkanrelationen som leder till en stark kritik av induktion (filosofi) som en del av den vetenskaplig metoden. I och med att det inte finns något direkt logiskt samband mellan orsak och verkan och genom att det inte finns någon sinneserfarenhet av sambandet mellan orsak och verkan finns det inte någon grund för att säga att orsak följer efter verkan annan än vanan. Att vi förväntar oss att solen går upp i morgon grundar vi egentligen inte på annat än att den gick upp igår och att vi är vana med att den går upp varje morgon. Som vi ser kan empirism ha både en epistemologisk och en ontologisk del. Epistemologisk så tillvida att vi kan veta och lära endast av det vi får genom sinnena, Ontologisk om man argumenterar att endast det som kommer via sinnena existerar. Ontologisk empirism innebär förnekande av materiens existens, vilket också var det som gjorde George Berkeley både känd och ökänd i den samtida filosofin.

## Kant och romantiken

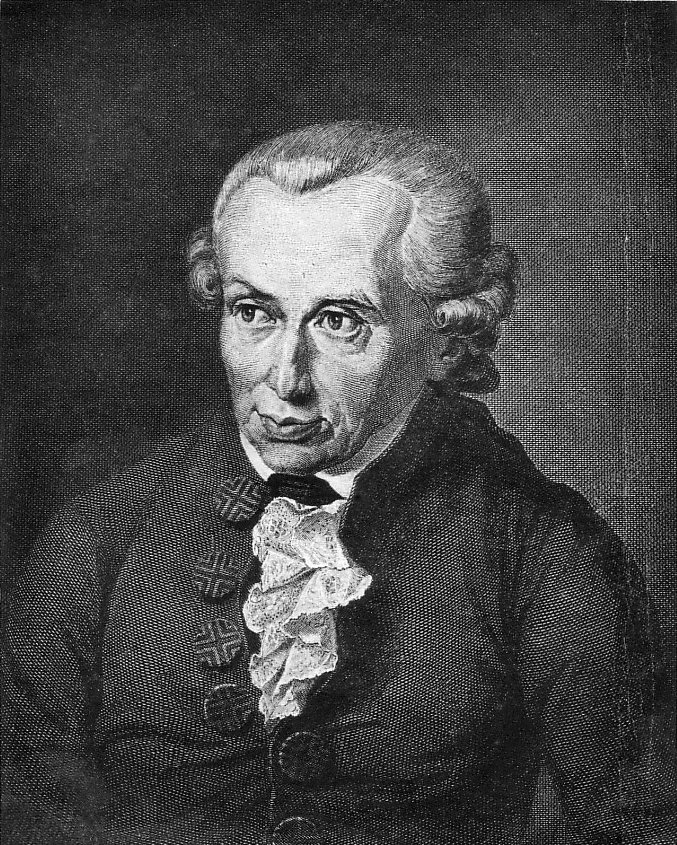
Immanuel Kant, 1724-1804.

Immanuel Kant skrev banbrytande verk, bland annat inom områdena etik och kunskapsteori. Kants Kritik av det praktiska förnuftet och Grundläggning av sedernas metafysik formulerar ett moralsystem som baseras på vad Kant själv kallade för det kategoriska imperativet, som i sin mest välkända formulering lyder: "Handla endast efter den maxim genom vilken du tillika kan vilja att den blir en allmän lag". Detta är enligt Kant en lag som gäller för alla rationella varelser med fri vilja. Man måste, när man handlar, föreställa sig att regeln som stödjer handlingen måste kunna gälla för alla andra i liknande omständigheter, inklusive dig själv i framtiden. Om du inte kan acceptera konsekvenserna av detta tankeexperiment, eller om det leder till en motsägelse, så får du inte utföra handlingen. Om du exempelvis vill döda din frus älskare så måste du föreställa dig en regel som säger att alla förorättade makar har rätt att döda sina fruars älskare; vilket även kommer att gälla för dig själv i framtiden, om du skulle få för dig att bli älskare till någon annans fru. Du måste med andra ord kunna universalisera ditt omdöme.
I och med Kants kunskapsteori hade en sammanjämkning kunnat ske mellan den rationalistiska traditionen, med Descartes i spetsen via Spinoza och Leibniz, samt den empiristiska traditionen med Locke i spetsen via George Berkeley och David Hume. Rationalisterna menade att själen eller förnuftet, oberoende av all erfarenhet, var bärare av fundamental kunskap om verkligheten, medan empiristerna hävdade att all giltig kunskap (om den inte var analytiskt sann) måste går att återföra på sinnesintryck. När vi undersöker vår värld, gör vi detta utifrån en rad grundantaganden om verkligheten, som ter sig nödvändiga men icke desto mindre obevisbara. Dessa grundantaganden betecknade han som syntetiska satser a priori och frågade sig hur de var möjliga. Hur kan vi till exempel säga att "alla händelser har en orsak" när det varken är analytiskt sant eller aposterioriskt, det vill säga empiriskt, verifierbart? I sitt verk Kritik av det rena förnuftet (som lika gärna kunde ha hetat "Det rena förnuftets kritik av sig självt") går Kant till botten med den erfarenhetsoberoende förnufts- eller förståndsförmågan. Hans uttalade mål är att fälla ett avgörande i den synbara konflikten mellan rationalister och empirister angående kunskapens ursprung, och resultatet blir en medelväg: det finns rena förnuftsidéer, men endast som regulativa i erfarenhetens tjänst. Han konstaterar att tid, rum, orsakssamband och andra för den empiriska världen obligatoriska element inte kan existera som oberoende verklighet, utan endast som former för möjlig erfarenhet.
Johann Gottlieb Fichte och Friedrich von Schelling blev efterföljare till Kant genom att förneka tinget i sig och blev kända för sin idealism.
Friedrich Hegels filosofi är inte lätt för nutida läsare; hans idealism, dialektik och tankar om världsandan har ändå kommit att starkt påverka vår tid. Arvtagarna till Hegel delades upp i två läger, högerhegelianerna framhöll det konservativa draget hos Hegel, större påverkan på världen fick dock vänsterhegelianerna som betonade det revolutionära i Hegels filosofi. Bland vänsterhegelianerna fanns Karl Marx. I Berlin kom Marx i kontakt med Friedrich Engels och anslöt sig till en grupp så kallade unghegelianer som följde Friedrich Hegels dialektiska teoretiska metod. Senare gjorde han upp med denna teori som han menade "stod på huvudet" och som man var tvungen att ställa på fötter. Marx behöll dialektiken tekniskt i sitt tänkande men bytte ut Hegels idealistiska synpunkter på människans idéer som drivkraft för utvecklingen mot den materialistiska dialektiken, som beskrev människans drivkraft till utveckling som ekonomiska." Marx och jag var väl nära nog de enda ... som räddat den medvetna dialektiken över till den materialistiska uppfattningen av naturen och historien". skrev Engels i Anti-Dühring. Marxism, kommunism, socialism och arbetarrörelsen har alla Karl Marx att i olika grad tacka för sitt ursprung och idéarv.

## Utilitarism och existentialism

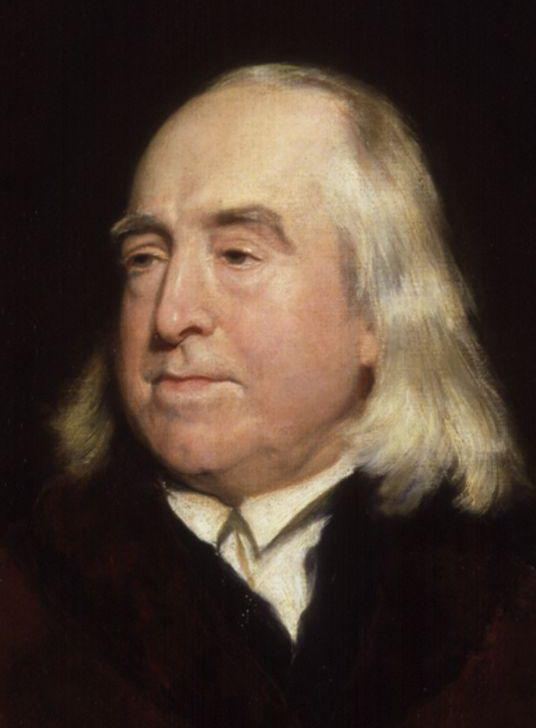
Jeremy Bentham (1748-1832).

Utilitarism är en konsekventialistisk etiklära som syftar till att maximera det totala goda. Som lärans fäder brukar filosoferna Jeremy Bentham, James Mill och John Stuart Mill nämnas. De brittiska öar som utilitarismen uppstod i hade lagar och samhälle som sakta växt fram utan att någon egentlig genomtänkt plan och många saker kunde inte försvaras eller förklaras av förnuftet. Hägrande för utilitaristerna var därför inte bara en filosofisk lära, utan även en rationell grund för hur samhället skulle reformeras och lagar stiftas inte på godtycke utan med goda argument.
Till skillnad från samtidens liberaler, som var ekonomer, menade Jeremy Bentham att ett lands välstånd utgjordes av dess invånares lust. Eftersom människor var så obildade krävdes det, enligt Bentham, att en bildad elit gav dem undervisning i lyckans betydelse för deras och därmed landets välstånd. Bentham avvisade därmed att lag och rätt har en inneboende moral, och var av uppfattningen att lagen endast var ett instrument för att se till att människor skulle fritt kunna sträva efter lycka. Hans lyckobegrepp var hedonistiskt, och han definierade det som lust, motsatsen till fysisk smärta. I och med denna ståndpunkt i juridiken blev Bentham den förste rättspositivisten. Huvudverket för hans rättsfilosofi är An introduction to the principles of morals and legislation från 1789.
John Stuart Mills moralfilosofi är utilitaristisk och går ut på att maximera lyckan för alla kännande varelser. Han byggde vidare på Benthams idéer, men höll inte med om dennes optimistiska tanke att individens egennytta sammanfaller med det allmännas bästa. I stället gjorde Mill en psykologisk förklaring av moraliska känslors uppkomst, vilket leder till att människan kan offra sin egen lycka för andras. Dessa moraliska känslor beror inte på något medfött moraliskt sinne, utan är en komplex sammansättning som kan ge en mystisk karaktär. Livet i samhället vänjer oss vid gemensamma intressen, och motsatserna mellan individens och samhällets intressen minskar då bildningen ökar, och samhället mer organiseras mot medlemmarnas lycka. I ett framtida idealtillstånd ser Mill att åsidosättandet av det allmänna bästa ses som en skurkaktig handling. Mills största bidrag till utilitarismen var att lyckan inte bara kan mätas i kvantitet. Det finns även en kvalitetsaspekt, där de njutningar som använder sig av högre själskrafter har mer värde än lägre njutningar, som är de som är gemensamma med djuren. 
Man kan inte nå den verkliga lyckan om man egoistiskt söker den.
Utilitarismen har utvecklats in i vår tid. Bland de moderna utilitaristerna återfinner vi bland annat Peter Singer och Torbjörn Tännsjö. Men utilitarismen är inte en enhetlig lära utan uppvisar stor variation.

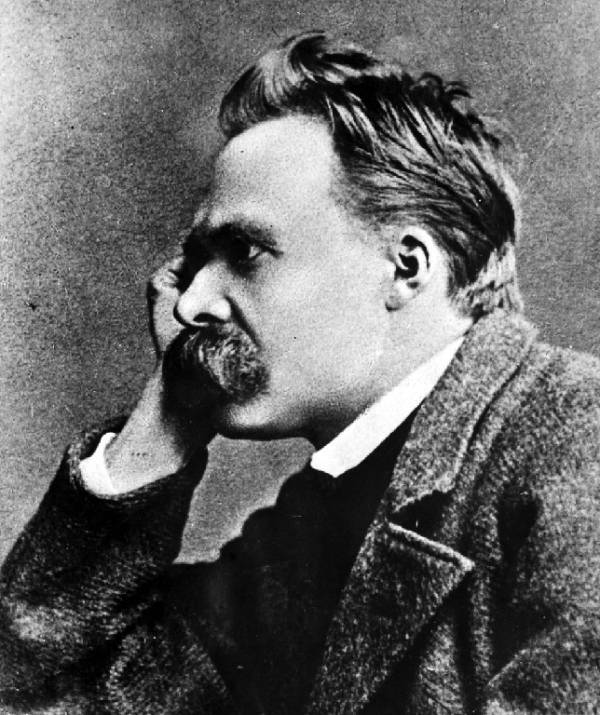
Friedrich Nietzsche, 1844-1900.

Nietzsche betecknas ofta som existentialist och bland hans grundtankar finns teorin om viljan till makt, ett komplext begrepp som både inrymmer en individuell makt (självgestaltning), men också en social och politisk makt (krig, imperialism etc). Mest känd är förmodligen Nietzsches uppdelning av moralen i Herre- och slavmoral. Någon allmängiltig moral kan ej finnas skriver Nietzsche, med udden riktad mot kristendomen, Kant och socialismen. Mot jämlikhetstänkandet och idén om lika rättigheter ("slavmoralen") satte Nietzsche de "förnämas" moral, som tillika var en "omvärdering av alla värden". Nietzsche sammankopplas ofta med nihilismen, även om den inte är hans skötebarn. Däremot har han kommenterat nihilismen med att den - vårdslöst sammanfattat - skulle innebära ett hot mot människan. Delar av Nietzsches filosofi har, efter hans död 1900, anammats av en rad olika politiska och filosofiska riktningar. Mest omhuldad var han av nazismens ideologer i Hitlers Tredje rike, där han blev något av statsfilosof. Nietzsche själv tvekade inte att gissla Tyskland i skarpaste ordalag. Han brukade ibland (osant) hävda att han var polsk adel. Nietzsches eventuella idémässiga samband med nazismen är ett tvisteämne inom forskningen. Somliga anser att Nietzsche själv bär ansvaret för mottagandet genom sina maktpolitiska idéer, medan andra istället lägger ansvaret på hans syster, som stödde Hitler vid dennes maktövertagande och därtill redigerade och gav ut broderns kvarlämnade skrifter.
Vid sidan av Nietzsche märks bland existentialister särskilt Arthur Schopenhauer och Søren Kierkegaard.

## Mognad i vetenskap och samhällsteori

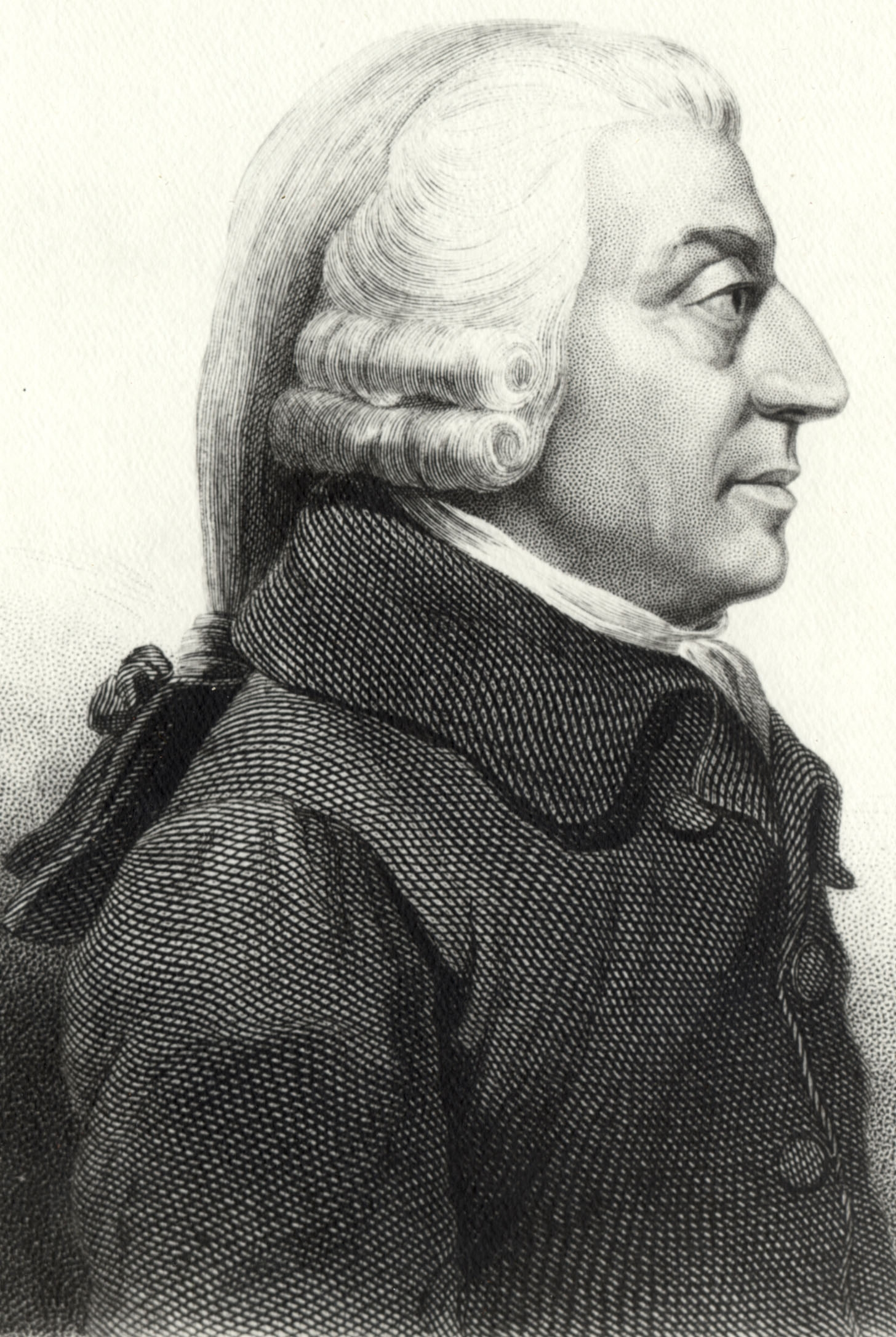
Adam Smith (1723-1790).

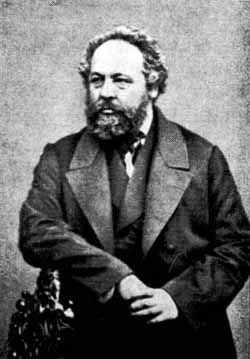
Michail Bakunin, 1814-1876.

Adam Smith, ursprungligen moralfilosof vid University of Glasgow, gav grunden för den ekonomiska vetenskapen som senare skulle kallas nationalekonomi, och gav en teoretisk grund för kapitalismens grundbultar arbetsfördelning och frihandel. Få nationalekonomiska arbeten har haft så stor global betydelse som The wealth of nations (Nationernas välstånd). Smith har kallats "nationalekonomins fader" mest beroende på den kraft och klarhet som han uttryckte en mängd grundsatser. Förutom att det var ett omfattande systematiskt arbete så omfattar det i hög grad de typiska företeelserna inom samhällsekonomins område. Dess filosofiska utgångspunkter kan härledas till Shaftesbury, Hutcheson och Hume och dess statsvetenskapliga till Hugo Grotius. Den ekonomiska grundsynen är i huvudsak fysiokratisk: Människornas ekonomiska liv styrs av oföränderliga naturlagar, och den ekonomiska politikens huvudregel är att låta dessa naturlagar gälla fritt, det vill säga utan störande ingrepp från statens sida. Denna grundsyn kallas den osynliga handen.
Som en reaktion på franska revolutionen utvecklades konservativa läror, till exempel hos Hegel, men den filosof som idag oftast läses som förvarare av en konservativ hållning är Edmund Burke. Konservatism (lat. conservare, bevara) är en generisk benämning för en rad olikartade ideologier, politiska teorier och kulturella attityder. Den gemensamma nämnaren är åsikten att det bestående samhället är komplext och att förändringar därför måste genomföras med försiktighet. Konservatismen tar fasta på det som bevisligen fungerar, om än inte perfekt, och ställer sig skeptisk till radikala idéer vars konsekvenser är svårbedömda.
Med en utgångspunkt i Hegels läror kom Karl Marx att ge en stark teoretisk grund för arbetarrörelsen och marxismen kom också till slut leda till revolutioner under 1900-tal. Två begrepp hos Marx som gärna diskuteras av filosofer är alienation och mervärde. Ett tredje viktigt begrepp i marxismen är historisk materialism. Friedrich Engels definierade den historiska materialismen som:
den uppfattning av världshistoriens förlopp, som ser den yttersta orsaken och den avgörande drivkraften till alla viktiga historiska händelser i samhällets ekonomiska utveckling, i de förändringar som produktions- och utbytessättet undergår, i den därav uppkommande splittringen av samhället i olika klasser och i dessa klassers strider med varandra. (Engels, Socialismens utveckling från utopi till vetenskap)
Från början närstående till Karl Marx var Michail Bakunin som företrädare för den mindre auktoritetsberoende anarkismen. Bakunin och hans anhängare deltog i första internationalen men uteslöts snart av marxisterna. Detta blev startpunkten för en aldrig avtagande fiendskap mellan de "auktoritära" och de mer "frihetliga" socialisterna. Något senare kom den ryske adelsmannen Pjotr Kropotkin att bli en central gestalt inom den så kallade sociala anarkismen. Kropotkin utvecklade även en egen teoretisk syn på evolutionen, nämligen att det inte var de starkaste individerna som spred sina gener vidare, utan de grupper av individer som samarbetade bäst. Bland Kropotkins många litterära verk kan nämnas Inbördes hjälp i vilken han tar avstånd från darwinismens "kampen för tillvaron" och hävdar att det inte är konkurrensen utan solidariteten som är huvudfaktorn i evolutionen.
Läran om evolutionen framtagen av Charles Darwin förändrade för alltid vår syn på människans ursprung. Den moderna evolutionsteorin började med en artikel från 1858 av Charles Darwin och Alfred Russel Wallace, där de införde begreppet det naturliga urvalet. Darwins bok Om arternas uppkomst introducerade teorin för en större publik. På 1930-talet kombinerades Darwins teori med Gregor Mendels genetik vilket gav grunden för den moderna evolutionära syntesen (också kallad neo-darwinism) där evolution och genetik förenades till grundvalen för den moderna evolutionsbiologin.

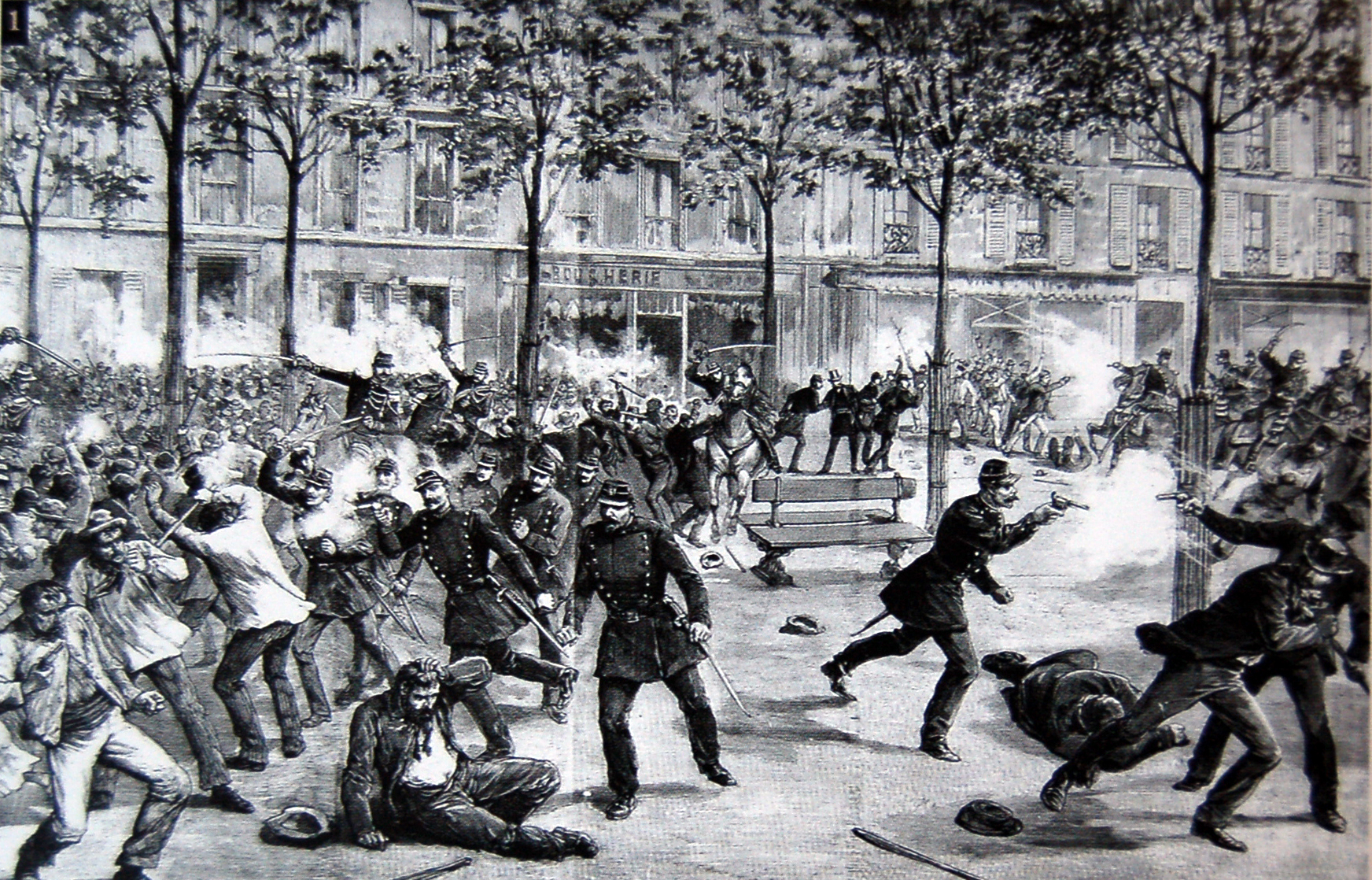
Första majdemonstration i Paris 1891.

## 1900-talets filosofiska riktningar

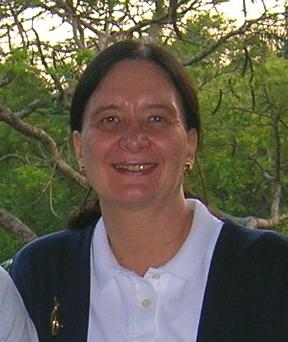
Susan Haack.

1900-talet kan sägas ha haft fyra filosofiska huvudriktningar: marxism, nythomism, kontinental filosofi och analytisk filosofi. Bland de mest betydande filosoferna från 1900-talets traditioner är Ludwig Wittgenstein från den analytiska traditionen och Martin Heidegger från den kontinentala. Av svenskspråkiga filosofer är kanske Georg Henrik von Wright tillsammans med Ingemar Hedenius de för allmänheten mest kända. Det finns dock ett flertal som gjort sig kända internationellt inom respektive specialområden.
Under 1900-talet har det blivit vanligt att kvinnor studerar filosofi, har höga akademiska positioner och är berömda för forskningsbidrag. Dessutom berättar historien om stora kvinnliga filosofer, till exempel Mary Wollstonecraft, Simone de Beauvoir, Martha Nussbaum och Hannah Arendt. Bland framstående nu levande kvinnliga filosofer finns Susan Haack, berömd bland annat för bidrag till logik och kunskapsteori.

### Marxism
Marxismen' bygger på Karl Marx' utveckling av Friedrich Hegels och är starkt materialistiskt och politiskt fokuserad och kom att dominera stora delar av 1900-talets befolkningar genom sin ställning som statsfilosofi i många östländer, till exempel sovjetunionen (Se Filosofi i Sovjetunionen).
I Sverige och de flesta engelskspråkiga länder kom marxismen som filosofi inte i någon högre grad ta plats på universitetens institutioner för filosofi, men den har funnits att där som ett komplement till den analytiska filosofin. Även om den marxistiska filosofin har förlorat sin ställning som statsfilosofi för miljoner människor och den historiska materialismen, i sin rena form, inte längre har samma tjusning utgör marxism och marxistiskt inspirerade riktningar en levande filosofi med många utövare och som ligger till grund för viktig samhällskritik.
En intressant utveckling av marxismen under 1900-talet var analytisk marxism med filosofer som Gerald Cohen och Jon Elster. Man vill med David Millers ord, arbeta med "klart och strängt tänkande runt frågor som vanligtvis är täckta av ideologisk dimma."

### Nythomism
Nythomism är en katolsk filosofi som har sitt ursprung i upptäckten av den medeltida filosofins rikedom och är en återgång till, och utveckling av, den filosofi som Thomas av Aquino en gång tog fram. Nythomism är främst en filosofi inom den romersk-katolska kyrkan. I dagens alltmer sekulariserade samhälle har riktningen inte varit särskilt dominerande, men nythomistiska filosofer finns och ger genom dess annorlunda angreppssätt ofta viktiga alternativa perspektiv på filosofiska problem.
Analytisk thomism är en filosofisk rörelse som söker förena thomismen och den moderna analytiska filosofin. Termen analytisk thomism myntades under mitten av 1990-talet av den skotska filosofen John Haldane, som även är en av rörelsens ledande förespråkare.
Ett exempel på en modern filosof i thomistisk tradition är Gertrude Elizabeth Margaret Anscombe. Hon var en brittisk filosof, som var student till Ludwig Wittgenstein och en auktoritet om hans arbeten samt inom analytisk filosofi Hon skrev även betydelsefulla verk inom dygdetiken. Anscombe studerade vid Oxford University under andra världskriget, och konverterade i samband med detta till katolicismen. Hon fick tjänst vid Oxford, och var från 1970 professor i filosofi vid Cambridge.  Som filosof har Anscombe myntat begreppen konsekventialism och "brute facts"; det senare fick betydelse för John Searle och dennes talaktsteori. Hon räknas som företrädare för vad som på senare tid benämnes den analytiska thomismen.

### Kontinental filosofi
Kontinental filosofi är ett samlingsnamn för en rad filosofiska riktningar som ofta ställs i motsats till analytisk filosofi. Exempel på filosofiska riktningar som brukar kallas kontinentala är fenomenologi, existentialism, hermeneutik, strukturalism, m.fl. Dessa riktningar kan vara ganska olika, men en viss gemensam nämnare kan vara att de i en högre grad än analytisk filosofi intresserar sig för människans situation och samhället, och inte i lika hög grad som analytisk filosofi använder sig av logik och andra formella metoder.
Edmund Husserl, Martin Heidegger, Hans-Georg Gadamer, Michel Foucault, Jacques Derrida och Jean Paul Sartre är berömda kontinentala filosofer.
Medan beteckningen kontinental filosofi en gång var geografiskt rättvisande genom att kontinentala filosofer bodde och verkade huvudsakligen i Tyskland och Frankrike, det vill säga på kontinenten, är så inte längre fallet; kontinental filosofi lever och frodas på universitet i hela västvärlden, i USA, på brittiska öarna och även i Sverige, där till exempel Södertörns högskola är speciellt inriktad på kontinental filosofi - de flesta andra institutioner i landet är mer lagda åt det analytiska hållet. Konflikten mellan kontinental och analytisk filosofi har gått tillbaka och öppningar mellan de båda kan ses då och då.

### Analytisk filosofi

#### Fyra grundare
Analytisk filosofi kan sägas ha fyra grundare: På amerikansk sida Charles Sanders Peirce som stod för det pragmatismiska inslaget, britten G.E. Moore som gav en humanistisk analys av språket och britten Bertrand Russell som tillsammans med tysken Gottlob Frege gav en matematiskt logisk analys av språkliga, kunskapsteoretiska och matematiska problem. Mitt i allt inträder underbarnet Ludwig Wittgenstein. Ur detta strömmar en rik mängd sätt att bedriva filosofi som förenas av en respekt för vetenskapen, en vilja att göra noggranna analyser, och en viss motvilja mot allt vad kontinentala filosofer gör.

#### Logisk Positivism
Ur Russells analyser och Wittgensteins utveckling av dem uppträder logisk positivism som i protest mot all metafysik använder den symboliska logiken för att analysera vetenskapens språk och stänga all ovetenskap ute från vetenskapen. Rudolf Carnap var medlem i den berömda Wienkretsen och var kanske den främsta företrädaren för de logiska positivisterna. När de logiska positivisterna splittrades var det dels på grund av nazismen dels för att det visade sig att flera av deras utgångspunkter var felaktiga. De har ändå givit viktiga bidrag till vetenskapsteorin och Willard van Orman Quine har väl förvaltat arvet från både de logiska positivisterna och Peirces pragmatism.

#### Vardagsspråksfilosofi
Vardagsspråksfilosofin kom att uppträda på de brittiska öarna efter andra världskriget, med G.E. Moore som ursprung och utvecklad framför allt av J.L. Austin och Ludwig Wittgenstein.
Fokus i vardagsspråksfilosofin ligger mindre på logisk analys av språk och vetenskap och mer på analys av det levande vardagsspråket. Om den tidige Wittgenstein avhandlade vetenskapliga och logiska frågor ligger vardagsspråkliga frågor den sene Wittgenstein närmare hjärtat; den tidige Wittgenstein hade varit russellsk, den sene var mooresk. Utgångspunkten är nu inte en ideal logik utan en fallerande människa. Centrala begrepp är nu språkspel och familjelikhet och dessa används för att förklara hur missförstånd kring dessas logik leder och har lett till filosofiska problem.
Teori för talakter och språklig fenomenologi hos J.L. Austin, medvetandefilosofi hos Gilbert Ryle och språkspel och familjelikhet hos Ludwig Wittgenstein är de kanske mer bestående frukterna av en filosofisk riktning som idag inte är så i ropet som den en gång var. H Paul Grice och hans studier av menande och implikatur studeras ännu flitigt. En anledning till att vardagsspråksfilosofin inte idag är någon betydande filosofisk riktning är att många av dess framsteg och upptäckter nått vetenskapens säkra gång och istället idag studeras och utvecklas inom ämnet lingvistik

#### Logik, språk, kunskap och medvetande
Logiken har utvecklats enormt sedan Freges första arbeten med den symboliska logiken och flertusenåriga filosofiska problem har kunnat lösas med dess hjälp. Den analytiska filosofins huvudfåra kan sägas vara att i Russells tradition arbeta med problem i logik, kunskapsteori och språkfilosofi. På senare tid har politisk filosofi och medvetandefilosofi blivit allt mer heta områden. Parallellt med intresset för logik och kunskapsteori har vetenskapsteorin har haft en stark utveckling inom den analytiska filosofin, med namn som Karl Popper och Thomas Samuel Kuhn.

#### Analytisk politisk filosofi
John Rawls formulerade sin berömda differensprincip i sitt huvudverk A Theory of Justice från 1971. Principen innebär i korthet att ojämlikheter i samhället är rättfärdigade endast om de gynnar de sämst ställda. Rawls ansåg även att alla individer i samhället bör tilldelas en mängd absoluta rättigheter. Dessa två principer, differensprincipen och rättigheterna, utgör sammanfattat Rawls syn på hur samhället bör se ut. Ett av flera argument som Rawls anförde till sin teoris försvar är argumentet om okunnighetens slöja. Rawls ber en att tänka sig en ursprungssituation där alla människor befinner sig bakom en slöja som döljer ens samhälleliga status och personliga egenskaper. Det mest rationella för människor i en sådan situation vid val av samhällstyp är enligt Rawls hans egen, eftersom ingen människa vill riskera att hamna på en av de "dåliga platserna" som en mer ojämlik uppdelning skulle medföra.
I boken Anarki, stat och utopi från år 1974 drar Robert Nozick upp riktlinjerna för hur ett samhälle bör organiseras. Han börjar med att utifrån John Lockes idéer definiera och vidareutveckla teorier om människans naturliga rättigheter, närmare bestämt hennes liv, frihet och egendom. Dessa rättigheter är lika för alla och får inte kränkas av någon annan individ eller sammanslutning, menade Nozick. Med dessa rättigheter definierar han "den minimala staten" eller "nattväktarstaten" som en sammanslutning för att skydda de individer som frivilligt vill tillhöra sammanslutningen. Nattväktarstaten har inga andra rättigheter än att skydda sina medborgare från dem som kränker dessa rättigheter. Omfördelning av välfärd är alltså enligt Nozick moraliskt förkastligt. Boken är ett till stor del en motreaktion på John Rawls bok A Theory of Justice.

### Muslimsk filosofi

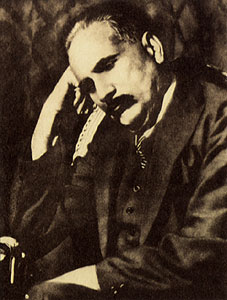
Allama Muhammad Iqbal

Den muslimska filosofiska traditionen är idag väldigt stark trots västerländsk filosofis globalisering. En viktig filosof är Allama Muhammad Iqbal som har reformerat och gett nytt liv åt konceptet den muslimska filosofin. Som intellektuell fokuserade Iqbal på andlighetens olikartade utvecklingar i väst och öst, inspirerad av Friedrich Nietzsche, Henri Bergson och Goethe, och kritisk till tendensen i väst att skilja mellan stat och religion samt materialismens utbredning. Störst påverkan utövade emellertid Jalal al-din Rumis poesi och filosofi, vilket tagit sig omistkänliga spår i Iqbals diktning, då han, även influerad av Dantes Divina Commedia, låter Rumi själv framträda som vägvisare i Javid Nama (1932). Iqbal började under Rumis inflytande skriva om det muslimska samhället, Ummah, och sökte förena de politiska barriärerna mellan de muslimska länderna, till exempel i Rumuz-i-Bekhudi (1917). 1915 publicerade Iqbal sin första diktsamling på persiska, Asrar-i-Khudi (Självets hemligheter), och 1924 på urdu, Bang-i-Dara (Ropet från den marscherande klockan). Efter 1930 skrev han huvudsakligen på urdu, men innan dess är hans flesta skrifter på persiska. Bal-i Jibril (1935; Gabriels vingar) brukar framhållas som ett av de främsta verken på urdu.

### Andra filosofiska traditioner i 1900-talet
- Afrikansk filosofi
- Buddhistisk filosofi
- Indisk filosofi
- Kinesisk filosofi
- Sovjetisk filosofi

## 1900-talets idéhistoria och dess koppling till filosofin

### Naturvetenskap
1900-talets vetenskap har utvecklats i rask takt med relativitetsteori och kvantfysik inom fysiken, genteknik och kloning inom genetiken och motsvarande inom många andra vetenskaper. Detta har givit många intressanta, men ibland skrämmande, frågor inom filosofin, tex. inom kunskapsteori, metafysik och etik. Att populärt beskriva nya utvecklingar inom vetenskapen har historiskt ofta gjorts av filosofer, men på 1900-talet har uppgiften oftare överlåtits till vetenskapsmännen själva, se till exempel Stephen Hawking.

### Politik och samhälle
1900-talets första halva var en tid där politisk filosofi inte stod högt i kurs universitetens på institutioner för filosofi. Något som är intressant med tanke på att 1900-talet kom att bli såväl århundradet där demokratierna ordentligt utvecklades som de totalitära ideologiernas århundrade (se Totalitarism, nazism och Sovjetunionen).
Med John Rawls och Robert Nozick kom dock den politiska filosofin tillbaka till universiteten.

### Tillämpad etik
Utvecklingen inom biologi, naturvetenskap och medicin har varit stark. Det finns möjligheter i sjukvården som inte fanns för 50 år sedan. På samma gång ställs fler frågor kring ansvar för miljö och behandling av djur. Som en konsekvens av detta är en stark trend i den samtida filosofin det ökade intresset för tillämpad etik och bioetik.
Den australiensiske moralfilosofen Peter Singers kanske mest kända verk Animal Liberation (1975; "Djurens frigörelse") kom att utgöra något av en bibel för den spirande djurrättsrörelsen. I
Peter Singers mest omfattande verk, Praktisk etik (först utgiven 1979, andra upplagan 1993) ges behandlas ämnen i tillämpad etik och bioetik utifrån preferensutilitarism. Det finns många andra filosofer som är en del av det nyvaknande intresser för tillämpad etik. I Sverige har Torbjörn Tännsjö behandlat flera kontroversiella ämnen i tillämpad etik. Ett exempel är att Tännsjö avvisar principen att det är fel att döda. Istället är det enligt honom nödvändigt att analysera konsekvenserna av att döda i varje enskilt fall. Det leder honom till slutsatsen att det i de allra flesta fall är dåligt att döda, men att det även finns undantag: Tännsjö stöder exempelvis rätt till aktiv dödshjälp vid vissa sjukdomar för personer som tydligt gett uttryck för en vilja att få dö.

### Feministisk filosofi

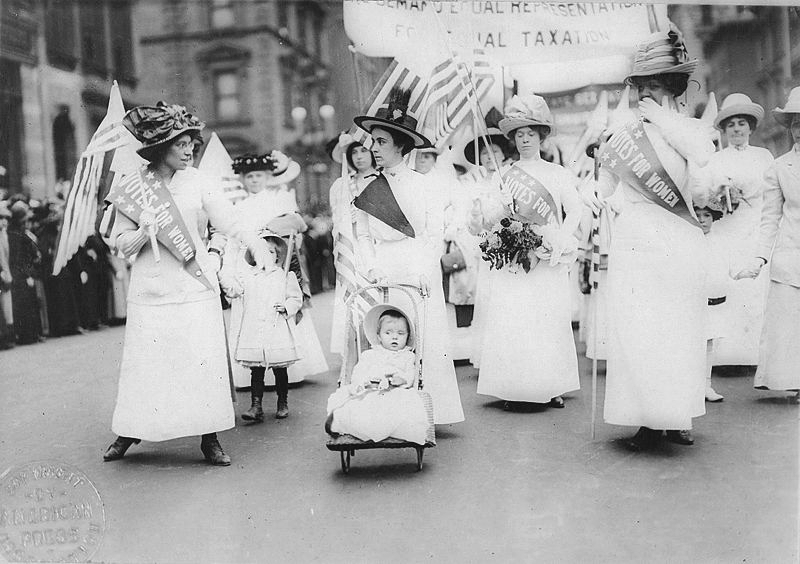
Suffragettparad i New York 6 maj 1912.

Feministiska synsätt dök upp redan under upplysningstiden genom tänkare som  Lady Mary Wortley Montagu och  Marquis de Condorcet, vilka kämpade för kvinnors rätt till utbildning.
Mary Wollstonecrafts bok ”Till försvar för kvinnans rättigheter” (1792) är ett av de första verk som kan sägas vara uttryckligt feministiskt, även om hennes jämförelser mellan kvinnor och adeln som samhällselit, ömtåliga, i farozonen för moraliskt och intellektuellt förfall, inte förefaller feministiska med dagens mått mätt.
Kanske tog den feministiska filosofin sin verkliga början med Det andra könet, i original Le Deuxième Sexe, skriven av Simone de Beauvoir, en av feminismens riktigt stora klassiker som utkom första gången 1949. Det andra könet handlar om kvinnans olika roller, hennes utveckling, kvinnoförtrycket, och vad det innebär att vara kvinna. Ur ett historiskt perspektiv förklarar de Beauvoir hur kvinnans roll som "den Andre" skapats och återskapats genom tiderna och konstaterar att "man föds inte till kvinna, man blir det".

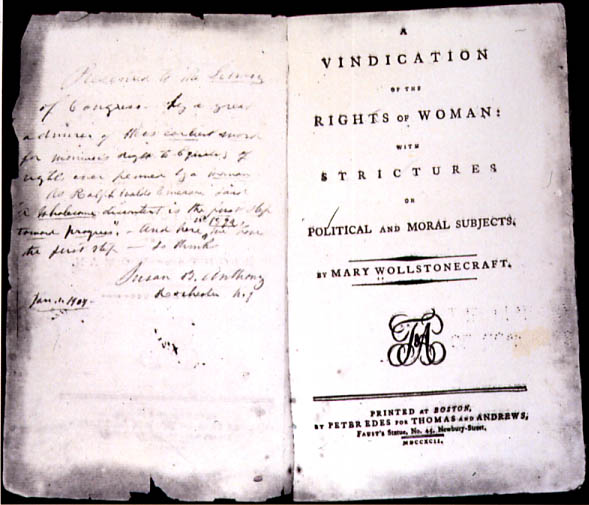
Den brittiska originalutgåvan av Till försvar för kvinnans rättigheter från 1792.

Många typer av filosofiska problem kan angripas med feministisk utgångspunkt i feministisk filosofi. Ett exempel på detta är feministen Carole Patemans kritik av den filosofiska idén om ett samhällskontrakt, vilket hon betraktar som misstänkt med tanke på dess historiska bakgrund som enligt henne bland annat legitimerade mäns underordnande av kvinnor. På 1970-talet växte ett fram ett feministiskt intresse för att studera hur kvinnor exkluderats och/eller felrepresenterats i vetenskapen. Utvecklingen av den feministiska vetenskapskritiken liknar den för feministisk teori generellt (se genusvetenskap) i att den tagit sitt avstamp i den tidigare vetenskapens förmodade androcentrism, och att man velat fylla hål i den vetenskap man uppfattade helt eller delvis ignorerat kvinnor och kvinnors erfarenheter. Feministisk vetenskapsteori har sedan under den senare delen av 1900-talet utvecklats till en mångfacetterad analys av förhållandet mellan vetenskap och olika sociala kategorier som exempelvis kön och etnicitet.